# Vol.4
『Vol.4』（ボリューム・フォー）は、1998年8月21日にKi/oon Recordsから発売されたゴスペラーズのメジャー・デビュー後4枚目のアルバム。

## 概要
前作から1年1か月ぶりのアルバム。これまで以上にメンバーによる楽曲が増え始めた時期の作品である。
シングル表題曲「終わらない世界」「Vol.」「夕焼けシャッフル」「BOO〜おなかが空くほど笑ってみたい〜」、テレビ朝日系『ニュースステーション』のテーマソング「靴は履いたまま」を収録。

## 収録曲
1. イントロ’98（0:33）（inst.）
  - 作曲: 村上てつや
  - 編曲: 吉岡たく、村上てつや
    - 歌詞カードの数字は暗号であり、隠されたメッセージが出てくる。
    - 『ニュースステーション』のスポーツコーナージングルとして使われていた。
2. 或る晴れた日に（5:12）
  - 作詞・作曲・編曲: 村上てつや
    - アカペラ曲。
3. 靴は履いたまま（4:52）
  - 作詩: 安岡優
  - 作曲・編曲: 田辺恵二
    - 『ニュースステーション』のテーマソングだが、番組で使われたバージョンではない。
4. 八月の鯨（4:55）
  - 作詞・作曲: 村上てつや
  - 編曲: 田辺恵二
    - 北山に「ヤラレタ」「悔しい」と言わせた、村上の曲。
    - ゴスペラーズのアルバム曲の中で唯一MVが作られた[1]。
5. Vol. (album mix)（4:52）
  - 作詩: 安岡優
  - 作曲・編曲: 田辺恵二
    - 両A面8thシングルのアルバム・バージョン。
6. in the Soup（4:34）
  - 作詩: 安岡優
  - 作曲: 酒井雄二
  - 編曲: 多田彰文
7. 渇き（5:09）
  - 作詞・作曲: 黒沢カオル
  - 編曲: 土方隆行、BANANA ICE
    - 黒沢は本曲を作るにあたり、村上から「男の背中を描いて欲しい」とオーダーを受けた。
8. 夕焼けシャッフル（3:54）
  - 作詞: 山田ひろし、村上てつや
  - 作曲: 村上てつや
  - 編曲: 水島康貴
    - 9thシングル。
9. 未来（3:37）
  - 作詩: 安岡優
  - 作曲・編曲: 北山陽一
    - アカペラ曲。
10. 傘をあげる（3:17）
  - 作詩・作曲: 安岡優
  - 編曲: 堤秀樹
11. BOO〜おなかが空くほど笑ってみたい〜（3:55）
  - 作詞: 阿久悠
  - 作曲: 筒美京平
  - 編曲: BANANA ICE
    - 10thシングル。
    - テレビ東京系テレビアニメ「はれときどきぶた」主題歌
12. 終わらない世界（3:54）
  - 作詩: 安岡優
  - 作曲・編曲: 村上てつや
    - 両A面8thシングル。
13. 五つの鍵の伝説（3:56）
  - 作詩: 安岡優
  - 作曲: 北山陽一
  - 編曲: 岸利至
    - 次作アルバム『FIVE KEYS』とタイトルが似ている。
    - 本曲のプログラミングには妹尾武が参加している。